# Cartesisch coördinatenstelsel

Cartesisch coördinatenstelsel van het vlak

Cartesisch coördinatenstelsel in de driedimensionale ruimte

Een cartesisch of cartesiaans coördinatenstelsel is een coördinatenstelsel dat  orthogonaal is en waarbij de afstand tussen twee coördinaatlijnen constant is. Voor elke dimensie is er een as; de coördinaatassen die bij twee of drie dimensies onderling loodrecht op elkaar staan. De punten in dit stelsel die door hun coördinaten ten opzichte van de assen worden gegeven, vormen samen de cartesische ruimte. 
Het cartesisch stelsel is het meest gebruikte coördinatenstelsel, omdat in dit stelsel meetkundige eigenschappen goed kunnen worden beschreven.
Er zijn andere coördinatenstelsels om de punt van een plaats mee aan te geven, onder andere het stelsel van poolcoördinaten. Het idee om met een coördinatenstelsel met orthogonale assen de plaats van een punt te bepalen, ligt zo voor de hand dat ook in de kristallografie assenstelsels worden gebruikt.

## Geschiedenis
Het cartesisch coördinatenstelsel is naar René Descartes genoemd, de bedenker ervan. Descartes was een wiskundige en filosoof uit Frankrijk, die lang in de Republiek der Zeven Verenigde Nederlanden heeft gewoond. Zijn naam in het Latijn is Cartesius.
Descartes ontwikkelde het idee voor dit systeem in 1637 in zijn Verhandeling over de methode, in het Frans Discours de la méthode. Hij introduceerde het idee om de plaats van een punt of een object in een vlak vast te leggen door middel van de afstand daarvan tot twee elkaar snijdende lijnen en werkte het idee in een volgend traktaat, La Géométrie, verder uit.
Het idee om assenstelsels te gebruiken werd vervolgens door de Leidse hoogleraar Frans van Schooten 1615-1660 uitgewerkt.

## Definitie

### Getallenlijn
Het kiezen van een cartesisch coördinatenstelsel voor een eendimensionale ruimte, dat wil zeggen voor een lijn, betekent het kiezen van een punt {\displaystyle O}, de oorsprong, die op die lijn ligt, een eenheid van lengte en een oriëntatie op de lijn. Dit laatste betekent het kiezen welke van de twee halve lijnen die {\displaystyle O} als beginpunt hebben, de positieve en welke de negatieve is. De lijn is dan van de negatieve kant naar de positieve kant gericht. Dan kan de positie van ieder punt {\displaystyle P} op de lijn worden vastgelegd door de afstand tot {\displaystyle O}, voorzien van een plusteken + of minteken -, afhankelijk van op welke halve lijn {\displaystyle P} ligt.
Een lijn met een gekozen cartesisch systeem wordt getallenlijn genoemd. Alle reële getallen, of ze nu geheel, rationaal of irrationaal zijn, heeft een unieke positie op de lijn. Omgekeerd kunnen alle punten op de lijn als een getal in een geordend continuüm worden geïnterpreteerd, dat de reële getallen bevat.

### Twee dimensies
Een cartesisch coördinatenstelsel in twee dimensies heeft twee assen, meestal {\displaystyle x}-as en {\displaystyle y}-as genoemd, die loodrecht op elkaar staan, en een assenkruis vormen. De punten in zo'n assenstelsel vormen een vlak, het {\displaystyle xy}-vlak of cartesische vlak. De assen worden bij het tekenen meestal horizontaal en verticaal gekozen, met de positieve {\displaystyle x}-richting naar rechts en de positieve {\displaystyle y}-richting naar boven. Het punt waarin de twee assen elkaar snijden, wordt oorsprong genoemd, gewoonlijk aangegeven met de letter {\displaystyle O}. Op beide assen is de eenheid van lengte gelijk.
Een specifiek punt in het cartesische vlak wordt aangegeven door het coördinatenpaar {\displaystyle (x,y)}, gevormd door de coördinaten {\displaystyle x} en {\displaystyle y} van het punt die de gerichte afstanden van het punt tot de beide assen voorstellen. Voorbeeld: het punt (5,2) in de afbeelding hieronder.
Met de pijlen op de assen kan worden aangegeven dat ze in die richting oneindig lang zijn. De twee assen definiëren samen vier kwadranten, aangegeven met de Romeinse cijfers I, II, III en IV. De kwadranten worden tegen de klok in benoemd, beginnend bij het kwadrant rechtsboven. In de onderstaande tabel staan de mogelijke waarden op de {\displaystyle x}- en de {\displaystyle y}-as voor de vier kwadranten.
| kwadrant | {\displaystyle x}-waarden | {\displaystyle y}-waarden |
| -------- | ------------------------- | ------------------------- |
| I        | > 0                       | > 0                       |
| II       | < 0                       | > 0                       |
| III      | < 0                       | < 0                       |
| IV       | > 0                       | < 0                       |

### Drie dimensies
Vroeg in de 19e eeuw is het stelsel uitgebreid naar drie dimensies. Hiervoor is er een nieuwe as geïntroduceerd, de {\displaystyle z}-as.
Een punt in een driedimensionale ruimte wordt aangegeven met {\displaystyle (x,y,z)}. Een voorbeeld van een driedimensionaal cartesisch coördinatenstelsel is in de hier onderstaande afbeelding te zien. Het punt (2,3,4) is daarin weergegeven.

Rechtshandig coördinatenstelsel

## Oriëntatie

Houding van de rechterhand voor een rechtshandig assenstelsel

Er zijn in drie dimensies, afgezien van rotatie van het geheel, twee manieren om de drie assen onderling loodrecht op elkaar te zetten, te weten in een links- of een rechtshandig assenstelsel. Dit kan met de rechterhandregel worden gecontroleerd. Spreid duim, wijs- en middelvinger van de rechterhand zo, dat ze onderling loodrecht op elkaar staan. De wijsvinger is gestrekt en de middelvinger naar binnen gebogen. Wijs met de wijsvinger in de richting van de positieve {\displaystyle x}-as en met de middelvinger in de richting van de positieve {\displaystyle y}-as. Als de duim in de richting van de positieve {\displaystyle z}-as wijst, is er sprake van een rechtshandig assenstelsel.
Rechtshandig:

Linkshandig:

Wanneer de {\displaystyle z}-as naar boven wijst, wordt het soms een wereldcoördinatenstelsel genoemd, zoals in bovenstaande afbeelding. Het belangrijkste is in welke richting de assen met hun positieve kant wijzen ten opzichte van elkaar. Het spiegelbeeld van een rechtshandig systeem is een linkshandig systeem.
Het linkshandige systeem wordt ook gebruikt, zij het minder vaak dan het rechtshandige systeem.

## Notatie
Het punt {\displaystyle (0,2,7)} in de driedimensionale ruimte kan men een naam geven, bijvoorbeeld {\displaystyle P=(0,2,7)}. Of in twee dimensies bijvoorbeeld {\displaystyle A=({\tfrac {1}{2}},-1)}. In sommige disciplines bestaat de gewoonte het =-teken weg te laten, dus {\displaystyle P(x_{P},y_{P},z_{P})} te schrijven in plaats van {\displaystyle P=(x_{P},y_{P},z_{P})}, maar soms ook worden de coördinaten door een puntkomma of verticale strepen gescheiden. Dat is om verwarring met decimale komma's te voorkomen,  bijvoorbeeld {\displaystyle B(0;\ 4,7\ ;1)}.

## Transformatie
Een cartesisch coördinatenstelsel kan door middel van een coördinatentransformatie in een ander coördinatenstelsel worden omgezet dat al dan niet ook een cartesisch coördinatenstelsel is. Hierbij veranderen de coördinaten van de punten in het assenstelsel. Bijzondere gevallen zijn de transformaties die een lineaire transformatie of een isometrie zijn.